# Calonotos phlegmon
Calonotos phlegmon là một loài bướm đêm thuộc phân họ Arctiinae, họ Erebidae.